# Sound Juicer
Sound Juicer est une interface graphique libre à la bibliothèque d’extraction de CD audio cdparanoia (en). Il permet l’extraction de disque compact audio et d’encoder avec GStreamer dans différents codecs disponibles : MP3 (via LAME), Ogg Vorbis, FLAC, PCM (WAV), Speex… Il permet également de lire les morceaux du CD.
Sound Juicer est conçu pour être facile d’utilisation et demande peu d’intervention de l’utilisateur. Il va automatiquement récupérer les informations sur les morceaux à partir de la base de données musicale libre MusicBrainz. Sound Juicer est un logiciel libre sous licence GNU GPL. Il est intégré officiellement dans l’environnement de bureau GNOME depuis sa version 2.10.